# Битшиабу, Эль-Шадай
Эль-Шада́й Битшиабу́ (фр. El Chadaille Bitshiabu; род. 16 мая 2005, Вильнёв-Сен-Жорж) — французский футболист конголезского происхождения, центральный защитник «РБ Лейпциг».

## Карьера
Битшиабу родился во французском городе Вильнёв-Сен-Жорж, который расположен в департаменте Валь-де-Марн. В 6 лет стал заниматься в команде «Сен-Дени».
В 2016 году стал играть за «Булонь-Бийанкур», однако провёл в клубе всего год, так как уже в 2017 году перешёл в «Пари Сен-Жермен» и стал играть за академию клуба, а затем и за молодёжную команду. Выступая в 2017 году за академию, Эль-Шадай привлёк своим ростом внимание журналистов, из-за чего клубу пришлось предоставлять доказательства того, что игроку действительно было 12 лет.
29 июля 2021 года «Пари Сен-Жермен» объявил о подписании контракта с Битшиабу до 30 июня 2024 года. 20 апреля 2022 года Битшиабу дебютировал за «Пари Сен-Жермен» в матче с клубом «Анже».
18 июля 2023 года перешёл в «РБ Лейпциг» и подписал контракт до 30 июня 2028 года.

## Достижения
«Пари Сен-Жермен»
- Чемпион Франции (2): 2021/22, 2022/23

Сборная Франции (до 17 лет)
- Победитель чемпионата Европы (до 17 лет): 2022